# Anthony Hopkins
Philip Anthony Hopkins, CBE, född 31 december 1937 i Margam, West Glamorgan, Wales, är en brittisk skådespelare. Han är en av Storbritanniens mest igenkända och etablerade skådespelare.
Han är antagligen mest känd för sin roll som Hannibal Lecter i När lammen tystnar (1991) som han mottagit en oscar för Bästa manliga huvudroll. Han har också mottagit en oscar för sin medverkan i The Father (2020).

## Biografi

### Uppväxt
Anthony Hopkins växte upp i distriktet Port Talbot i Margam som son till Annie Muriel och bagaren Richard Arthur Hopkins. Han har understrukit att hans fars arbetarklass värderingar alltid fungerat som en grundpelare i hans liv. Hans skolgång var inte särskilt produktiv då han hellre målade och tecknade under lektionerna. 1949 satte hans föräldrar honom i den strikta pojkskolan Jones' West Monmouth Boys' School i Pontypool för att få honom disciplinerad. Han gick där i fem terminer innan han började på Cowbridge Grammar School i Vale of Glamorgan. Han har nämnt att han växte upp i villfarelsen att han var korkad.
Vid femton års ålder träffade Hopkins skådespelaren Richard Burton och blev inspirerad till att bli skådespelare. Han började studerade vid Royal Welsh College of Music & Drama i Cardiff och tog examen 1957. Mellan 1958 och 1960 gjorde han värnplikten som artillerist och fick smeknamnet "Gunner Hopkins". Han flyttade sen till London för att studera på Royal Academy of Dramatic Art där han avlade examen 1963.

### Teater och de första rollerna
Hopkins gjorde sin scendebut 1960 i pjäsen Have a Cigarette på Palace Theatre i Swansea. Efter några års uppreppande repotoarer så blev han 1965 upptäckt av Laurence Olivier som bjöd in honom att ansluta sig till Royal National Theatre i London. 1967, i en uppsättning av August Strindbergs pjäs Dödsdansen blev Hopkins Oliviers inhoppare när han drabbats av blindtarmsinflammation. Hopkins har sagt att det var då han blev av med sin scenskräck.
Hopkins första dokumenterade filmroll var den i BBC TV-filmen A Flea in Her Ear (1967). Det ska finnas en kortfilm från 1964 som heter Changes men källorna är knapphändiga. Han fick stor uppmärksamhet när han porträtterade Rikard Lejonhjärta i Så tuktas ett lejon (1968) och blev nominerad till en BAFTA för bästa manliga biroll. Han porträtterade även Charles Dickens i TV-filmen The Great Inimitable Mr. Dickens (1970) och hade rollen som Pierre Bezukhov i BBC mini-serien Krig och fred (1972). För den sistnämnda blev han prisad för bästa huvudroll på British Academy Television Award och var nu ett stort namn i Storbritannien.
Han porträtterade sedan politikern David Lloyd George i den Richard Attenborough regisserade Churchills äventyrliga ungdom (1972). Han skulle även göra exakt samma roll i BBC mini-serien The Edwardians (1973). Han medverkade sen tillsammans med Goldie Hawn och Hal Holbrook i komedin Tjejen från Petrovka (1974). Samma år syntes han också i en uppsättning av Equus på Broadway som han blev prisad för. Han återförenades med regissören Richard Attenborough i En bro för mycket (1977) där han porträtterade officeren John Frost. De jobbade även ihop i hans nästa film Magic (1978) som skulle ge Hopkins ytterligare en BAFTA nominering samt en Golden Globe-nominerig. Han syntes sedan tillsammans med Tatum O'Neal och Christopher Plummer i filmen Över alla hinder (1978).

### Genombrott
Hopkins fick sitt stora internationella genombrott med att porträttera den brittiska kirurgen Dr. Frederick Treves i den David Lynch regisserade Elefantmannen (1980). Filmen blev även David Lynch genombrott och blev kritikerrosad. Den skulle också komma att få åtta oscarsnomineringar, däribland Bästa film. Samma år medverkade han också tillsammans med Shirley MacLaine i A Change of Seasons. Filmen skulle floppa och bli sågad. Hopkins och MacLaine kom inte alls överens under inspelningarna och har sagt att hon är den mest motbjudande skådespelare han arbetat med. Han porträtterade sedan Adolf Hitler i TV-filmen The Bunker (1981), ett porträtt han skulle mottaga en Emmy Award för.
Han spelade sen mot Mel Gibson där han porträtterade kaptenen William Bligh i Bounty (1984). 1985 medverkade han tillsammans med Colin Firth i en uppsättning av pjäsen The Lonely Road. Samma år hade han också huvudrollen i pjäsen Pravda som han skulle bli unisont hyllad för. Han fick också priset Laurence Olivier Award för sin insats. Han spelade 1987, Marcus Antonius i en uppsättning av Antonius och Cleopatra tillsammans med Judi Dench. Han medverkade sedan tillsammans med Jean Simmons och John Rhys-Davies i miniserien Lysande utsiker (1989). Han blev med serien nominerad till sin fjärde Emmy Award.
Hopkins hade trots framgångarna med Elefantmannen svårt att få roller i Hollywood och hade vid denna tidpunkt återvänt till London. Men då regissören Jonathan Demme redan nekat Robert De Niro och Al Pacino och var på jakt efter en brittisk skådespelare som kunde vara "en slags Shakespeareanskt monster" till sin film När lammen tystnar (1991) så är det Hopkins som får rollen som den kannibalistiska seriemördaren Hannibal Lecter. För rollen kom han att mottaga en oscar för Bästa manliga huvudroll. Han skulle också få sin första BAFTA i samma kategori. Filmen kom att vinna i de fem största kategorierna på Oscarsgalan 1992, däribland att vara den första (och enda, till dags datum) skräckfilm att vinna kategorin Bästa film. Filmen har också placerat sig på många listor där den anses vara en av de bästa i filmhistorien. Hannibal Lecter har också röstats fram som den absolut främsta filmskurken i filmhistorien. Han var nu en etablerad storstjärna.

### Etablerad skådespelare
Hopkins var året efter När lammen tystnar med i det årets mest uppmärksammade filmer, där perioddramat Howard's End var den mest framgångsrika. Han spelade mot Emma Thompson och filmen blev extremt hyllad. Den skulle också bli nominerad till 9 oscars och mottaga 3. Han spelade också Abraham van Helsing i den Francis Ford Coppola regisserade Bram Stokers Dracula vilken också skulle bli en succé och få 4 oscarsnomineringar. Det året återförenades han också med Richard Attenborough i den biografiska filmen Chaplin. Den blev en flopp på biograferna men fick en del positiva recensioner samt 3 oscarsnomineringar. 

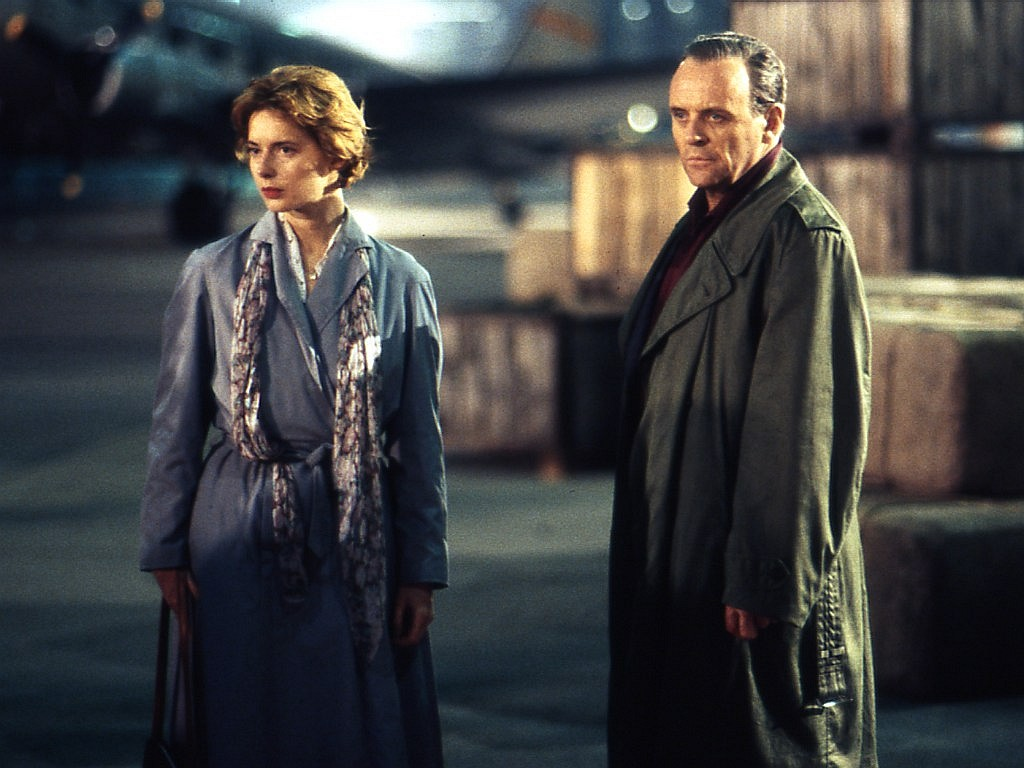
Anthony Hopkins tillsammans med Isabella Rossellini på Tempelhof Flygplats i Berlin under inspelningen av filmen Utan skuld år 1992.

Han återförenades med Emma Thompson i ytterligare ett perioddrama med Återstoden av dagen (1993). Hopkins insats blev hyllad till skyarna av recensenter och han nominerades till oscar för Bästa manliga huvudroll igen. Han vann den inte med fick mottaga sin andra BAFTA i samma kategori. Även denna film har placerat sig på många listor om tidernas bästa filmer. Hopkins själv har sagt att hans roll i filmen är hans favoritroll. Han syntes samma år tillsammans med Isabella Rossellini i Utan skuld. Det året porträtterade han även författaren C.S. Lewis i Shadowlands vilken även det skulle ge honom en BAFTA-nominering till Bästa manliga huvudroll.
Hopkins spelade mot Brad Pitt i Höstlegender (1994) innan han skulle bli Oscarsnominerad för bästa manliga huvudroll igen för sin porträttering av Richard Nixon i Nixon (1995). I både Höstlegender och På gränsen (1997) arbetade han med björnen Bart the Bear. Han porträtterade sedan John Quincy Adams i den Steven Spielberg regisserade Amistad (1997) där han blev nominerad för bästa manliga biroll. Inför sina nästa roller i Zorro – Den maskerade hämnaren (1998) och Möt Joe Black (1998) var han en av de bäst betalda skådespelaren i Storbritannien. Han blev den bäst betalda när han fick 15 miljoner pund för att reprisera sin roll som Hannibal Lecter i Hannibal (2001). Filmen blev inte samma kritikerfavorit som När lammen tystnar, men slog ändå rekord på biograferna.
Hopkins gjorde motvilligt ytterligare en Hannibal Lecter film, Röd drake (2002), den fick ett blandat mottagande bland kritiker men det blev en finansiell succé. Han sa att han aldrig mer skulle återvända till rollen och ångrar att han gjorde Röd drake. Det kom en fjärde del i serien där Gaspard Ulliel tagit över rollen som en ung Hannibal Lecter i Hannibal Rising (2007). Han gjorde sedan den roll som han mest identifierar sig med och därför var lättast att göra, den som Burt Munro i Citronträd och motorolja (2005). 2006 mottog Hopkins Golden Globe Cecil B. DeMille Award för sina livsgärningar. 2008 mottog han också BAFTA Academy Fellowship Award som anses vara det finaste priset i Storbritannien.

### Karriären dalar
Hopkins spelade en präst i den svenska regissören Mikael Håfströms Ritualen (2011) som blev sågad. Han spelade sen Oden i Marvelfilmen Thor (2011). Han porträtterade filmregissören Alfred Hitchcock i den biografiska filmen Hitchcock (2012), vilken kretsar kring regissörens arbete med filmen Psycho (1960). Han repriserade sen rollen som Oden i Thor: The Dark World (2013) och var en del av ensemblen i Red 2 (2013) där han spelade mot Bruce Willis, John Malkovich och Catherine Zeta-Jones.
Hopkins porträtterade Metusalem i den bibliska filmen Noah (2014) och Heiniken ägaren Freddy Heiniken i Kidnapping Freddy Heineken (2015). Den sistnämnda blev rejält sågad och kallad för en B-film. Han repriserade sedan återigen sin roll som Oden i Thor: Ragnarök (2017). Han gav sig sen in i ytterligare en franchise och spelade mot Mark Wahlberg i Transformers: The Last Knight (2017) som blev sågad.

### Karriären återuppstår
Intresset för Hopkins blev stort igen när han var med i HBO:s storsatsning Westworld (2016-2018). Han skulle bli nominerad till sin femte Emmy Award för sin insats. Han var sedan med i en BBC produktion av Kung Lear (2018) tillsammans med Emma Thompson, Florence Pugh och Jim Broadbent. Han porträtterade påve Benedictus XVI i Netflix-filmen The Two Popes (2019). Filmen mötes av en enad hyllande kritikerkår och blev nominerad till tre oscars däribland Hopkins för Bästa biroll. Hopkins skulle sedan spela en man som kämpade med Alzheimers i The Father (2020). Filmen var baserad på pjäsen Lè Pere av Florian Zeller som också stod för regi av filmen. Den skulle komma att bli unisont hyllad, särskilt för sin trovärdiga skildring av demens. Hopkins påstods av många kritiker göra sin bästa roll i sitt då 83-åriga liv. Han skulle också prisas med sin andra oscars och fjärde BAFTA. Han var då den äldsta att få mottaga en oscar i en skådespelarkategori. I sitt tacktal ärade han mednominerade Chadwick Boseman som hade dött året innan.
Hopkins blev sedan även kritikerrosad för sin medverkan i Armageddon Time (2022). Han återförenades sedan med regissören Florian Zeller i The Son (2022). Han porträtterade både Nicholas Winton och Sigmund Freud i de biografiska filmerna  One Life (2023) och Freud's Last Session (2023).

## Anseende och skådespelarstil
Hopkins anses vara Storbritanniens mest igenkända och mest etablerade skådespelare. Han är beryktad inom branschen för sina förberedelser inför filmer där han går igenom sin dialog tills den känns naturlig för honom, ibland uppemot 200 gånger. Enligt Hopkins, är det anledningen till att hans leverans i film är så avslappnad. Han har också en unik förmåga att snabbt glömma sina repliker när han är färdig med dem för att förberedda sig inför nästa roll. Det har gjort att han hamnat i konflikt med somliga regissörer som Hopkins anser överdriva antalet tagningar. För att det ska kännas naturligt för Hopkins gillar han inte heller att göra genrep inför filmer utan vill leverera med kameran påslagen direkt. Steven Spielberg har vittnat och förvånats över Hopkins minne i Amistad där han levererade en 7-sidig monolog på en tagning.
Morgan Freeman har sagt att han imponerats och tagit till sig av Hopkins avslappnade skådespeleri särskilt av hans roll i Återstoden av dagen. Hopkins ska också vara otrolig på att härma röster, till den grad att när filmen Spartacus (1960) skulle restaureras 1991 gjorde han rösten åt Laurence Olivier vars ljudspår var försvunnen.

## Privatliv
Hopkins bor i Malibu i Kalifornien och har dubbelt medborgarskap. Han blev amerikansk medborgare 12 april 2000.
Hopkins har varit gift tre gånger: med Petronella Barker (1966–1972), Jennifer Lynton (1973–2002) och sedan 2003 med den colombianska antikhandlaren Stella Arroyave. Från sitt första äktenskap har han dottern Abigail Hopkins född 1968, som han inte har någon kontakt med.
Hopkins har lidit av alkoholism och har varit nykterist sedan julen 1975. Han äter heller inte kött utan föredrar skaldjur. Han är också en agnostiker. Han har en katt som heter Niblo som är adopterad från Budapest.
Anthony Hopkins utnämndes till Commander of the British Empire, CBE, 1987 och dubbades till riddare 1993.
Hopkins berättade i en intervju 2017 att han har diagnosticerats med Aspergers syndrom.
Han har också komponerat musik och påstått att om han inte blev skådespelare skulle han blivit musiker. 1985 släppte han singeln Distant Star som tog sig (om än plats 75) in på den brittiska singellistan. Han har också släppt klassisk musik som också framförts live i Wien. Han har även regisserat filmer som Dylan Thomas: Return Journey (1990), August (1995) och Slipstream (2007). I den sistnämnda skrev han även manus och filmmusiken.
Hopkins är en filantrop och stödjer flera olika välgörenheter och goda ändamål. Noterbart är att han 1998 gav en miljon pund till bevarandet av nationalparken Eryri i Norra Wales. Han skänkte 2,3 miljoner pund till sin gamla skola Royal Welsh College of Music & Drama. De döpte om en flygel till Anthony Hopkins Centre. Han är också medlem i Greenpeace och har lånat ut sin röst till en kampanjfilm om valfiske i Japan. Eftersom Hopkins är en stor beundrare av Tommy Cooper och stödjer Tommy Cooper Society fick han 2008 täcka av statyn på Cooper i dennes hemstad Caerphilly.

## Filmografi
| År   | Titel                                    | Roll                                  | Noter |
| ---- | ---------------------------------------- | ------------------------------------- | --- |
| 1967 | A Flea in Her Ear                        | Etienne Plucheux                      | TV-film |
| 1967 | The White Bus                            | Brechtian                             | |
| 1968 | Så tuktas ett lejon                      | Richard Lejonhjärta                   | Nominerad - BAFTA Award for Best Actor in a Supporting Role |
| 1969 | Hamlet                                   | Claudius                              | |
| 1969 | Spegelkriget                             | John Avery                            | |
| 1970 | The Great Inimitable Mr. Dickens         | Charles Dickens                       | TV-film |
| 1970 | Danton                                   | Georges Danton                        | TV-film |
| 1971 | Åtta glas                                | Philip Calvert                        | |
| 1972 | Churchills äventyrliga ungdom            | David Lloyd George                    | |
| 1972 | Poet Game                                | Hugh Sanders                          | TV-film |
| 1972 | A Doll's House                           | Torvald Helmer                        | |
| 1974 | Possessions                              | Dando                                 | TV-film |
| 1974 | Tjejen från Petrovka                     | Kostya                                | |
| 1974 | Juggernaut                               | Supt. John McCleod                    | |
| 1975 | I vår herres hage                        | Siegfried Farnon                      | TV-film |
| 1976 | Dark Victory                             | Dr. Michael Grant                     | TV-film |
| 1976 | The Lindbergh Kidnapping Case            | Bruno Hauptmann                       | TV-film |
| 1976 | Victory at Entebbe                       | Premiärminister Yitzhak Rabin         | TV-film |
| 1977 | En bro för mycket                        | Överstelöjtnant John D. Frost         | |
| 1977 | Audrey Rose                              | Elliot Hoover                         | Nominerad - Saturn Award for Best Actor |
| 1978 | Magic                                    | Charles "Corky" Withers/Voice of Fats | Nominerad - BAFTA Award for Best Actor in a Leading Role Nominerad - Golden Globe Award för bästa manliga huvudroll - drama |
| 1978 | Över alla hinder                         | Kapten Johnson                        | |
| 1979 | Mayflower: The Pilgrims' Adventure       | Kapten Christopher Jones              | TV-film |
| 1980 | Elefantmannen                            | Dr. Frederick Treves                  | |
| 1980 | A Change of Seasons                      | Adam Evans                            | |
| 1981 | The Bunker                               | Adolf Hitler                          | TV-film |
| 1981 | Peter and Paul                           | Paulus                                | TV-film |
| 1981 | Othello                                  | Othello                               | TV-film |
| 1982 | Ringaren i Notre Dame                    | Quasimodo                             | TV-film |
| 1984 | Bounty                                   | William Bligh                         | |
| 1984 | Arch of Triumph                          | Dr. Ravic                             | TV-film |
| 1985 | The Good Father                          | Bill Hooper                           | |
| 1985 | Guilty Conscience                        | Arthur Jamison                        | TV-film |
| 1985 | Mussolini and I                          | Greve Galeazzo Ciano                  | TV-film |
| 1987 | 84 Charing Cross Road                    | Frank Doel                            | 15th Moscow International Film Festival Award for Best Actor |
| 1988 | I gryningen                              | Cassius / Angus Barrie                | |
| 1988 | Across the Lake                          | Donald Campbell                       | TV-film |
| 1988 | A Chorus of Disapproval                  | Dafydd Ap Llewellyn                   | |
| 1988 | The Tenth Man                            | Jean Louis Chavel                     | TV-film |
| 1990 | Skräckens timmar                         | Tim Cormell                           | |
| 1990 | Dylan Thomas: Return Journey             | Introducerare                         | Även regi |
| 1991 | One Man's War                            | Joel Filártiga                        | TV-film |
| 1991 | När lammen tystnar                       | Dr. Hannibal Lecter                   | Oscar för bästa manliga huvudroll BAFTA Award for Best Actor in a Leading Role Boston Society of Film Critics Award for Best Supporting Actor Chicago Film Critics Association Award for Best Actor Dallas-Fort Worth Film Critics Association Award for Best Actor Kansas City Film Critics Circle Award for Best Actor National Board of Review Award for Best Supporting Actor New York Film Critics Circle Award for Best Actor Saturn Award for Best Actor Nominerad - Golden Globe Award för bästa manliga huvudroll – drama Nominerad - London Film Critics Circle Award for Best Actor |
| 1991 | To Be the Best                           | Jack Figg                             | TV-film |
| 1992 | Freejack                                 | Ian McCandless                        | |
| 1992 | När toffelfabriken tystnar               | Errol Wallace                         | |
| 1992 | Howards End                              | Henry J. Wilcox                       | |
| 1992 | Bram Stokers Dracula                     | Professor Abraham Van Helsing         | Nominerad - Saturn Award for Best Supporting Actor |
| 1992 | Chaplin                                  | George Hayden                         | |
| 1993 | The Trial                                | The Priest                            | |
| 1993 | Selected Exits                           | Gwyn Thomas                           | TV-film |
| 1993 | Utan skuld                               | Bob Glass                             | |
| 1993 | Återstoden av dagen                      | James Stevens                         | David di Donatello for Best Actor Kansas City Film Critics Circle Award for Best Actor London Film Critics Circle Award for Best Actor Los Angeles Film Critics Association Award for Best Actor (Även för Shadowlands) National Board of Review Award for Best Actor (Även för Shadowlands) Southeastern Film Critics Association Award for Best Actor (Även för Shadowlands) Nominerad - Oscar för bästa manliga huvudroll BAFTA Award for Best Actor in a Leading Role Nominerad - Golden Globe Award för bästa manliga huvudroll – drama                                                   |
| 1993 | Shadowlands                              | Jack Lewis                            | Nominerad - BAFTA Award for Best Actor in a Leading Role |
| 1994 | Dr. Kelloggs kur                         | Dr. John Harvey Kellogg               | |
| 1994 | Höstlegender                             | Överste William Ludlow                | |
| 1995 | Nixon                                    | Richard Nixon                         | Nominerad - Oscar för bästa manliga huvudroll Nominerad - Golden Globe Award för bästa manliga huvudroll – drama Nominerad - Screen Actors Guild Award for Outstanding Performance by a Male Actor in a Leading Role Nominerad - Screen Actors Guild Award for Outstanding Performance by a Cast in a Motion Picture |
| 1996 | Augusti                                  | Ieuan Davies                          | Även regissör |
| 1996 | Surviving Picasso                        | Pablo Picasso                         | |
| 1997 | På gränsen                               | Charles Morse                         | |
| 1997 | Amistad                                  | John Quincy Adams                     | Broadcast Film Critics Association Award for Best Supporting Actor Nominerad - Oscar för bästa manliga biroll Nominerad - Golden Globe Award för bästa manliga huvudroll – drama Nominerad - Online Film Critics Society Award for Best Supporting Actor Nominerad - Screen Actors Guild Award for Outstanding Performance by a Male Actor in a Supporting Role |
| 1998 | Zorro – Den maskerade hämnaren           | Don Diego de la Vega / Zorro          | |
| 1998 | Möt Joe Black                            | William Parrish                       | Nominerad - Saturn Award for Best Actor |
| 1999 | Instinct                                 | Dr. Ethan Powell                      | |
| 1999 | Siegfried & Roy: The Magic Box           | Berättaren                            | |
| 1999 | Titus                                    | Titus Andronicus                      | Nominerad - London Film Critics Circle Award for British Actor of the Year |
| 2000 | Mission: Impossible II                   | Mission Commander Swanbeck            | Okrediterad |
| 2000 | Grinchen – julen är stulen               | Berättaren                            | |
| 2001 | Hannibal                                 | Dr. Hannibal Lecter                   | Nominerad - Saturn Award for Best Actor |
| 2001 | Hjärtan i Atlantis                       | Ted Brautigan                         | |
| 2002 | Bad Company                              | Officer Oakes                         | |
| 2002 | Röd drake                                | Dr. Hannibal Lecter                   | |
| 2003 | The Human Stain                          | Coleman Silk                          | Hollywood Film Festival Award for Outstanding Achievement in Acting – Male Performer |
| 2004 | Alexander                                | Ptolemaios I Soter                    | |
| 2005 | Proof                                    | Robert                                | |
| 2005 | Citronträd & motorolja                   | Burt Munro                            | |
| 2006 | Bobby                                    | John                                  | Hollywood Film Festival Award for Ensemble of the Year Nominerad - Screen Actors Guild Award for Outstanding Performance by a Cast in a Motion Picture |
| 2006 | Alla kungens män                         | Judge Irwin                           | |
| 2007 | Shortcut to Happiness                    | Daniel Webster                        | |
| 2007 | Slipstream                               | Felix Bonhoeffer                      | |
| 2007 | Bristande bevis                          | Theodore "Ted" Crawford               | |
| 2007 | Beowulf                                  | Hrothgar                              | |
| 2008 | Where I Stand: The Hank Greenspun Story  | Berättaren                            | |
| 2008 | Immutable Dream of Snow Lion             |                                       | Kortfilm |
| 2009 | The City of Your Final Destination       | Adam                                  | |
| 2010 | The Wolfman                              | Sir John Talbot                       | |
| 2010 | The Third Rule                           | Fabian Hogarth                        | Kortfilm |
| 2010 | Du kommer att möta en lång mörk främling | Alfie Shepridge                       | |
| 2011 | Ritualen                                 | Fader Lucas                           | |
| 2011 | Thor                                     | Oden                                  | |
| 2012 | 360                                      | John                                  | |
| 2012 | Hitchcock                                | Alfred Hitchcock                      | St. Louis Gateway Film Critics Association for Best Scene Nominerad - St. Louis Gateway Film Critics Association Award for Best Actor |
| 2013 | Red 2                                    | Edward Bailey                         | |
| 2013 | Thor: The Dark World                     | Oden                                  | |
| 2014 | Noah                                     | Methusalem                            | |
| 2015 | Kidnapping Freddy Heineken               | Freddy Heineken                       | |
| 2015 | The Dresser                              | Sir                                   | TV-film |
| 2015 | Solace                                   | John Clancy                           | |
| 2015 | Blackway                                 | Lester                                | |
| 2016 | Misconduct                               | Denning                               | |
| 2016 | Collide                                  | Hagen Kahl                            | |
| 2017 | Transformers: The Last Knight            | Sir Edmund Burton                     | |
| 2017 | Thor: Ragnarök                           | Oden                                  | |
| 2018 | Kung Lear                                | Lear                                  | TV-film |
| 2019 | The Two Popes                            | Benedictus XVI                        | Nominerad - Oscar för bästa manliga biroll Nominerad - Golden Globe Award för bästa manliga biroll Nominerad - BAFTA Award för bästa manliga biroll Nominerad - Critics' Choice Movie Award for Best Supporting Actor Nominerad - Satellite Award for Best Supporting Actor |
| 2019 | Where Are You                            | Thomas Yorke                          | |
| 2020 | The Father                               | Anthony                               | Oscar för bästa manliga huvudroll BAFTA Award for Best Actor in a Leading Role Boston Society of Film Critics Award for Best Actor Nominerad - Golden Globe Award för bästa manliga huvudroll – drama Nominerad - Critics' Choice Movie Award for Best Actor Nominerad - Satellitte Award for Best Actor Nominerad - Screen Actors Guild Award for Outstanding Performance by a Male Actor in a Leading Role |
| 2020 | Elyse                                    | Dr. Philip Lewis                      | Även producent och kompositör |
| 2021 | The Virtuoso                             | Mentorn                               | |
| 2021 | Zero Contact                             | Finley Hart                           | |
| 2022 | Armageddon Time                          | Aaron Rabinowitz                      | |
| 2022 | The Son                                  | Anthony Miller                        | |
| 2023 | One Life                                 | Nicholas Winton                       | |
| 2023 | Freud's Last Session                     | Sigmund Freud                         | |
| 2023 | Rebel Moon – Part 1: A Child of Fire     | Jimmy                                 | Röstroll |
| 2024 | Rebel Moon – Part 2: The Scargiver       | Jimmy                                 | Röstroll |

### TV-serier
| År        | Titel                  | Roll               | Noterin                                                       |
| --------- | ---------------------- | ------------------ | ------------------------------------------------------------- |
| 1965      | The Man in Room 17     | Dr. Harding        | Avsnitt: "A Minor Operation"                                  |
| 1969      | Department S           | Greg Halliday      | Avsnitt: "A Small War of Nerves"                              |
| 1969      | ITV Sunday Night Drama | Arnold             | Avsnitt: "A Walk Through the Forest"                          |
| 1970      | Play of the Month      | Astrov             | Avsnitt: "Uncle Vanya"                                        |
| 1970      | Play for Today         | Bob                | Avsnitt: "Hearts and Flowers"                                 |
| 1971      | Great Performances     | Theo Gunge         | Avsnitt: "The Arcata Promise"                                 |
| 1972-1973 | Krig och fred          | Pierre Bezukhov    | 17 avsnitt                                                    |
| 1973      | The Edwardians         | David Lloyd George | Avsnitt: "Lloyd George"                                       |
| 1973      | Black and Blue         | Hi                 | Avsnitt: "The Middle-of-the-Road Roadshow for All the Family" |
| 1974      | Play for Today         | Alexander Tashkov  | Avsnitt: "The Childhood Friend"                               |
| 1974      | QB VII                 | Dr. Adam Kelno     | 3 avsnitt                                                     |
| 1983      | A Married Man          | John Strickland    | 4 avsnitt                                                     |
| 1984      | Strangers and Brothers | Roger Quaife       | 2 avsnitt                                                     |
| 1985      | Hollywood Wives        | Neil Gray          | 3 avsnitt                                                     |
| 1987      | Screen Two             | Guy Burgess        | Avsnitt: "Blunt"                                              |
| 1989      | Heartland              | Jack               |                                                               |
| 1989      | Lysande utsikter       | Abel Magwitch      | 4 avsnitt                                                     |
| 1993      | Screen Two             | Man                | Avsnitt: "The Trial"                                          |
| 2007      | American Masters       | Berättare          | Avsnitt: "Tony Bennett: The Music Never Ends"                 |
| 2016-2018 | Westworld              | Dr. Robert Ford    | 17 avsnitt                                                    |
| 2021      | Mythic Quest           | Berättare          | Avsnitt: "Everlight"                                          |
| 2024      | Those About to Die     | Vespasianus        | 10 avsnitt                                                    |

### Teater
| År   | Titel                                    | Roll                  | Teater                                   |
| ---- | ---------------------------------------- | --------------------- | ---------------------------------------- |
| 1964 | Julius Caesar                            | Lucius Tillius Cimber | Royal Court Theatre, London              |
| 1966 | A Provincial Life                        | Boris Ivanov Blagovo  | Royal Court Theatre, London              |
| 1966 | A Flea in Her Ear                        | Etienne Plucheux      | The Old Vic, London                      |
| 1966 | Juno and the Paycock                     | Irregular Mobilizer   | The Old Vic, London                      |
| 1967 | Tre systrar                              | Andrei                | The Old Vic, London                      |
| 1967 | Som ni behagar                           | Audrey                | The Old Vic, London                      |
| 1971 | The Architect and the Emperor of Assyria | Kejsaren              | The Old Vic, London                      |
| 1971 | A Woman Killed with Kindness             | Master John Frankford | The Old Vic, London                      |
| 1971 | Coriolanus                               | Coriolanus            | The Old Vic, London                      |
| 1972 | Macbeth                                  | Macbeth               | The Old Vic, London                      |
| 1972 | Så tuktas en argbigga                    | Petruchio             | Chichester Festival Theatre              |
| 1974 | Equus                                    | Dr. Martin Dysart     | Plymouth Theatre, New York               |
| 1977 | Equus                                    | Dr. Martin Dysart     | Huntington Hartford Theatre, Los Angeles |
| 1979 | Stormen                                  | Prospero              | Mark Taper Forum, Los Angeles            |
| 1981 | The Arcata Promise                       | Theo Gunge            | Cerritos Center for the Performing Arts  |
| 1984 | Old Times                                | Deeley                | Roundabout Theatre Company, New York     |
| 1985 | The Lonely Road                          | Julian Fichtner       | The Old Vic, London                      |
| 1985 | Pravda                                   | Lambert Le Roux       | Royal National Theatre, London           |
| 1986 | Kung Lear                                | Lear                  | Royal National Theatre, London           |
| 1987 | Antonius och Cleopatra                   | Marcus Antonius       | Royal National Theatre, London           |
| 1989 | M. Butterfly                             | Rene Gallimard        | Shaftesbury Theatre, London              |
| 2022 | Awakening                                | Berättare             | Awakening Theater, Wynn Las Vegas        |